# Dražice, Rimavská Sobota
Dražice este o comună slovacă, aflată în districtul Rimavská Sobota din regiunea Banská Bystrica. Localitatea se află la altitudinea de 275 m deasupra n.m., se întinde pe o suprafață de 11,51 km2 și în 2017 număra 270 de locuitori. Se învecinează cu Padarovce, Veľký Blh, Zacharovce și Rimavská Sobota.

## Istoric
Localitatea Dražice este atestată documentar din 1323.

## Demografie
| An:                | 1994 | 2004    | 2014    | 2024   |
| ------------------ | ---- | ------- | ------- | ------ |
| Număr de persoane: | 178  | 226     | 272     | 248    |
| Diferență:         |      | +26,96% | +20,35% | −8,82% |

| An:                | 2023 | 2024   |
| ------------------ | ---- | ------ |
| Număr de persoane: | 254  | 248    |
| Diferență:         |      | −2,36% |